# گوردون کورمیر
گوردون کایل دیز کورمیر (انگلیسی: Gordon Kyle Diez Cormier؛ متولد ح. 2009/2010) یک بازیگر کودک کانادایی است. او نقش جو را در مینی‌سریال مقاومت (۲۰۲۰) بازی کرد و در مجموعهٔ تلویزیونی لایو اکشن آواتار: آخرین بادافزار از نتفلیکس نقش آنگ را بازی خواهد کرد.

## زندگی و حرفه
کورمیر اصالتاً قفقازی و فیلیپینی است. او در ونکوور، بریتیش کلمبیا بزرگ شد و به بازیگری علاقه‌مند شد. پدر و مادر او گوردون کورمیر سنیور و جنالین کورمیر هستند.
او در یک سریال کارتونی کانادایی بازی کرده‌است. اولین نقش او در کوتوله را بیاورید (۲۰۱۷) بود که در آن نقش «اورچین گواتمالایی» را بازی کرد. او همچنین در فیلم گمشده در فضا (۲۰۱۸) ظاهر شد.
بازی او در مقاومت (۲۰۲۰) در نقش جو، پسر جوانی که نگهبان ندین کراس می‌شود، او را مورد توجه جریان اصلی قرار داد.
در اوت ۲۰۲۱، او برای نقش شخصیت آنگ در سریال آواتار: آخرین هواساز، بازسازی لایو اکشن نتفلیکس از مجموعه پویانمایی به همین نام، انتخاب شد.

## فیلم‌شناسی

### تلویزیون
| سال     | عنوان                      | نقش               | یادداشت‌ها                                       |
| ------- | -------------------------- | ----------------- | ----------------------------------------------- |
| ۲۰۱۹    | کوتوله را بیاورید          | اورچین گواتمالایی | قسمت: «وقتی فرود آمدی چه باید کرد»              |
| ۲۰۱۹    | یک معجزه کریسمس            | جیکوب             | فیلم اصلی هالمارک؛ انگلیسی: A Christmas Miracle |
| ۲۰۱۹    | گمشده در فضا               | پسر جوان          | قسمت: «نود و هفت»                               |
| ۲۰۲۰–۲۱ | مقاومت                     | جو                | ۸ قسمت؛ نقش تکرارشونده                          |
| ۲۰۲۱    | داستان‌های ترسناک دو جمله‌ای | چارلز جوان        | قسمت: «متقلب»                                   |
| ن/م     | آواتار: آخرین هواساز       | «آواتار» آنگ      | نقش اصلی                                        |